# Sipho Thwala
Sipho Mandla Agmatir Thwala, född 1968 i KwaMashu, beläget 32 km norr om Durban, Sydafrika, är en sydafrikansk våldtäktsman och seriemördare, känd som Stryparen i Phoenix.
Åren 1996–1997 spred Sipho Thwala skräck i området Phoenix, norr om Durban. År 1999 dömdes han till 506 års fängelse för 16 mord och 10 fall av våldtäkt, men misstänks vara skyldig till 19 mord.